# 拓跋澄澜
拓跋澄澜（?—?），中唐时党项首领。
拓跋思泰的孙子，拓跋守寂的兒子。官至朝散大夫、守殿中省尚辇奉御，员外置同正員，使持節、淳州、恤州等十八州諸軍事，兼靖邊州都督防禦部落使，賜紫金魚袋、西平郡開國公。《元和姓纂》記載他的堂兄弟有銀州刺史拓跋澄峴，子侄輩有拓跋乾晖。 

## 家族
- 远祖拓跋木弥
- 六世祖拓跋立迦，大将军，十八州部落使
- 高祖拓跋罗胄，右监门卫将军，押十八州部落使，充防河军大使
- 曾祖拓跋后那，静边州都督，押淳、恤等十八州部落使，兼防河军大使，赠银州刺史
- 祖父拓跋思泰，左金吾卫大将军，兼静边州都督防御使，西平郡开国公，赠特进、左羽林军大将军
- 父亲拓跋守寂，右监门都督，西平公，容州刺史，领天柱军使